# 高店乡 (中江县)
高店乡，是中华人民共和国四川省德阳市中江县曾经下辖的一个乡。2019年12月，撤销高店乡，将其所属行政区域划归龙台镇管辖。

## 行政区划
高店乡撤销前下辖以下地区：
弘扬社区、高店村、花池村、普贤村、双寨村、东莲村、五松村、万坡村和斩龙村。